# Muónio
O muónio (português europeu) ou muônio (português brasileiro) é um átomo exótico, composto por um antimuão, antipartícula do muão (português europeu) ou muón (português brasileiro), e um eletrão (português europeu) ou elétron (português brasileiro), descoberto por Vernon W. Hughes em 1960. A IUPAC atribuiu-lhe o símbolo Mu. Apesar da curta vida do muônio, este pode entrar em compostos como o cloreto de muônio (MuCl) ou muônido de sódio (NaMu).

Esquema simplificado de um átomo de muônio.

Devido à diferença entre as massas do múon e do elétron, o muônio (
μ+

e−
) é assemelha-se mais ao átomo de hidrogênio (
p+

e−
) que o positrônio (
e+

e−
). O seu raio de Bohr e sua energia de ionização correspondem a cerca de 0,5% das do hidrogênio, deutério e trítio.
Apesar de possuir um tempo de vida curto, os químicos físicos estudam-no através da espectroscopia de spin muônico (μSR), num processo de ressonância magnética semelhante à espectroscopia por ressonância de spin eletrónico (ESR) e à ressonância magnética nuclear. Tal como a ESR, a μSR é útil no estudo das transformações químicas e na análise da estrutura de compostos com possíveis novas propriedades.
Uma vez que, tal como o elétron, o múon é um leptão (português europeu) ou leptón (português brasileiro), os níveis de energia atómica podem ser calculado com precisão através da eletrodinâmica quântica (QED), ao contrário do que acontece com o átomo de hidrogênio cuja estrutura interna do protão (português europeu) ou protón (português brasileiro) é dominado pelo regime da cromodinâmica quântica (QCD). Por esta razão, o muônio é um sistema ideal para o estudo de estados ligados puramente por QED, assim como para a procura de nova física para além do Modelo Padrão.